# FIRA Women's European Championship 2004
El FIRA Women's European Championship  (Campeonato Europeo Femenino) de 2004 fue la novena edición del torneo femenino de rugby.

## Equipos participantes
- Selección femenina de rugby de Escocia
- Selección femenina de rugby de España
- Selección femenina de rugby de Francia
- Selección femenina de rugby de Gales
- Selección femenina de rugby de Inglaterra
- Selección femenina de rugby de Irlanda
- Selección femenina de rugby de Italia
- Selección femenina de rugby de Suecia

## Resultados

### Cuartos de final
- Los perdedores avanzan a la copa de plata

| 1 de mayo | Francia | 24 - 5 | España |  |  |

| 2 de mayo | Escocia | 32 - 0 | Suecia |  |  |

| 2 de mayo | Inglaterra | 73 - 7 | Italia |  |  |

| 2 de mayo | Irlanda | 7 - 24 | Gales |  |  |

### Semifinal de Plata
| 5 de mayo | Irlanda | 14 - 5 | Italia |  |  |

| 5 de mayo | España | 31 - 5 | Suecia |  |  |

### Semifinales Campeonato
| 5 de mayo | Francia | 25 - 6 | Escocia |  |  |

| 5 de mayo | Inglaterra | 39 - 3 | Gales |  |  |

### Séptimo puesto
| 8 de mayo | Italia | 13 - 0 | Suecia |  |  |

### Quinto puesto
| 8 de mayo | Irlanda | 20 - 12 | España |  |  |

### Tercer puesto
| 8 de mayo | Escocia | 11 - 10 | Gales |  |  |

### Final
| 8 de mayo | Francia | 8 - 6 | Inglaterra |  |  |

| Bandera de Francia |
| Campeón Francia    |
| Cuarto título      |